# Libreboot
Libreboot est une distribution du BIOS libre coreboot ne contenant aucun blob de code propriétaire, fondée par Leah Rowe,.
Son développement est soutenu par la Free Software Foundation, dans le cadre de sa campagne pour un BIOS libre, et le projet est membre de la Peers Community,.

## Historique
Libreboot a été lancé en décembre 2013, dans le but de remplacer les systèmes d'amorçage BIOS et UEFI non libres.

### Brève appartenance au projet GNU
Le 14 mai 2016, Libreboot est devenu un paquet GNU. 
Cependant, le 15 septembre de la même année, la fondatrice du projet Libreboot, Leah Rowe, prend la décision de quitter le projet GNU à la suite du licenciement par la Free Software Foundation d'un employé transgenre supposément pour des problèmes de harcèlement sur son lieu de travail. Les raisons du licenciement seront démenties par la Free Software Foundation dans un communiqué le lendemain. 
Leah Rowe dénonce la politique « anti-démocratique » de la Free Software Foundation, qui déclare que Libreboot fait encore partie du projet GNU mais que Leah Rowe a quitté le projet Libreboot, ce qui est formellement démenti par Libreboot. 
Damien Zammit, contributeur du projet Libreboot a par la suite accusé Leah Rowe d'avoir pris la décision de quitter le projet GNU sans consulter les contributeurs de Libreboot et l'accuse d'avoir la mainmise sur le site du projet. 
En dehors de Leah Rowe et Damien Zammit, aucun contributeur du projet Libreboot ne s'est publiquement exprimé sur la séparation avec le projet GNU. 
Le 5 janvier 2017, par la voie de Richard Stallman, le projet GNU accède à la demande de Leah Rowe et se sépare de Libreboot,.
Le 2 avril 2017, Alyssa Rosenzweig devient administratrice système du projet Libreboot. Dans une lettre ouverte à la communauté du logiciel libre, Alyssa Rosenzweig et particulièrement Leah Rowe  présentent le souhait de se réconcilier avec la communauté malgré les divergences passées avec la Free Software Foundation. Leah Rowe évoque des problèmes personnels ayant entrainé un comportement agressif de sa part.

## Caractéristiques
Libreboot est une distribution de coreboot, et non un fork. Le site du projet insiste bien sur cette distinction, car par conséquent, tout le développement doit être effectué sur coreboot, Libreboot se contentant de déblobber coreboot (obtenant une version appelée coreboot-libre) et d'empaqueter le programme obtenu. Le paquet fourni est par ailleurs plus simple à utiliser que le coreboot original, connu pour être difficile à installer.
Libreboot fournit une version stable de coreboot. En effet, coreboot utilise la méthode de développement du rolling release, c'est-à-dire que de nouvelles versions sont publiées en continu au fil des améliorations, d'où un plus fort risque d'erreurs. Libreboot se concentre sur une version particulière de coreboot afin de s'assurer que tout fonctionne correctement.
Enfin, contrairement à coreboot qui distribue certains blobs de logiciel propriétaire afin de fonctionner sur plus de systèmes, et qui recommande d'en ajouter d'autres comme les BIOS vidéo ou le Intel Management Engine (en), Libreboot se refuse tout ajout de logiciel propriétaire. La conséquence est que sur certains systèmes nécessitant des logiciels non libres, coreboot fonctionne mais pas Libreboot. Cependant, le support d'un maximum de systèmes fait partie des objectifs affichés de Libreboot, et les développeurs de coreboot travaillent à remplacer les blobs non libres.